# Stephen S. Oswald
Pour les articles homonymes, voir Oswald.
Stephen Scott Oswald dit Steve Oswald est un astronaute américain né le 30 juin 1951.

## Vols réalisés
- 22 janvier 1992 : Discovery (STS-42)
- 8 avril 1993 : Discovery (STS-56)
- 2 mars 1995 : Endeavour (STS-67)